# Glorichlamys elegans
Glorichlamys elegans is een tweekleppigensoort uit de familie van de Pectinidae. De wetenschappelijke naam van de soort is voor het eerst geldig gepubliceerd in 1983 door Wang.